# مارك أنطوان شاربنتييه

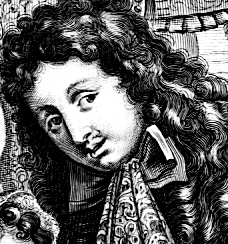
نحت يرجع إلى سنة 1682 يعتقد أنه صورة شاربنتييه.

مارك أنطوان شاربنتييه (بالفرنسية: Marc-Antoine Charpentier)‏‏ (1643 – 24 فبراير 1704) مؤلف موسيقي فرنسي ينتمي لعصر الباروك خلال عهد لويس الرابع عشر ملك فرنسا.
كان شاربنتيه مهملا لقرون، ظهر مؤخرا كواحد من أعظم المؤلفين الموسيقيين الفرنسيين للموسيقى الدينية في القرن السابع عشر، وتفوق على معاصره الأنجح لولي. تعكس موسيقاه تنوعا أكبر مما لدى لولي – غالبا في نفس العمل – من المهيب للحميم. مفتاح هذا الإنجاز كان تبنيه لأسلوب اعتمادا على الكونشرتو الإيطالي الجديد الذي استخدمه دراميا ليروي مقابلات بين مجموعات الأصوات المختلفة عبر العمل. أيضا شاربنتييه هدأ من الأسلوب الرسمي والفاخر للموسيقى الفرنسية، حيث قدم عنصر للحسية الإيطالية وحساسية أكبر لتلحين الكلام.

## حياته
القليل مؤكد عن حياة شاربنتييه الأولى. ولد في فرنسا، ونعرف أنه كان في روما في منتصف 1660، حيث درس مع مؤلف الأوراتوريو الرائد كاريسيمي. بالعودة لباريس خدم سلسلة من الرعاة الأرستقراطيين، بدءا من دوقة غيس، المعروفة بتدينها وامتياز مؤسستها الموسيقية التي قادها وغنى فيها شاربنتييه كتينور. خلف لولي كمعاون للكاتب المسرحي موليير، حيث كتب الموسيقى لمسرحيته الأخيرة «مريض الوهم» سننة 1673. فترة 1680 كان على أطراف البلاط الملكي حيث عمل مديراً موسيقيا وعمل مدرساً لدى دوق شارتر لكن المرض تدخل حين بدا قريبا من تعيين في الإبرشية الملكية. كان أيضا في 1680 أن نال شاربنتييه منصب المؤلف الموسيقي ومدرس الموسيقى لكنيسة الجسويت الأساسية لسانت بول، هو منصب شغله حتى 1698 حين انتقل لوظيفة مرموقة أكثر كمدرس موسيقي في إبرشية دو باليز. كتب فقط أوبرا واحدة من حجم كامل وهي «ميديا» سنة 1693، لكن الذوق للولي كان قويا بما يكفي ليخيم على كل الخصوم، حتى بعد وفاته وعمل شاربنتييه استمر لعشرة عروض.

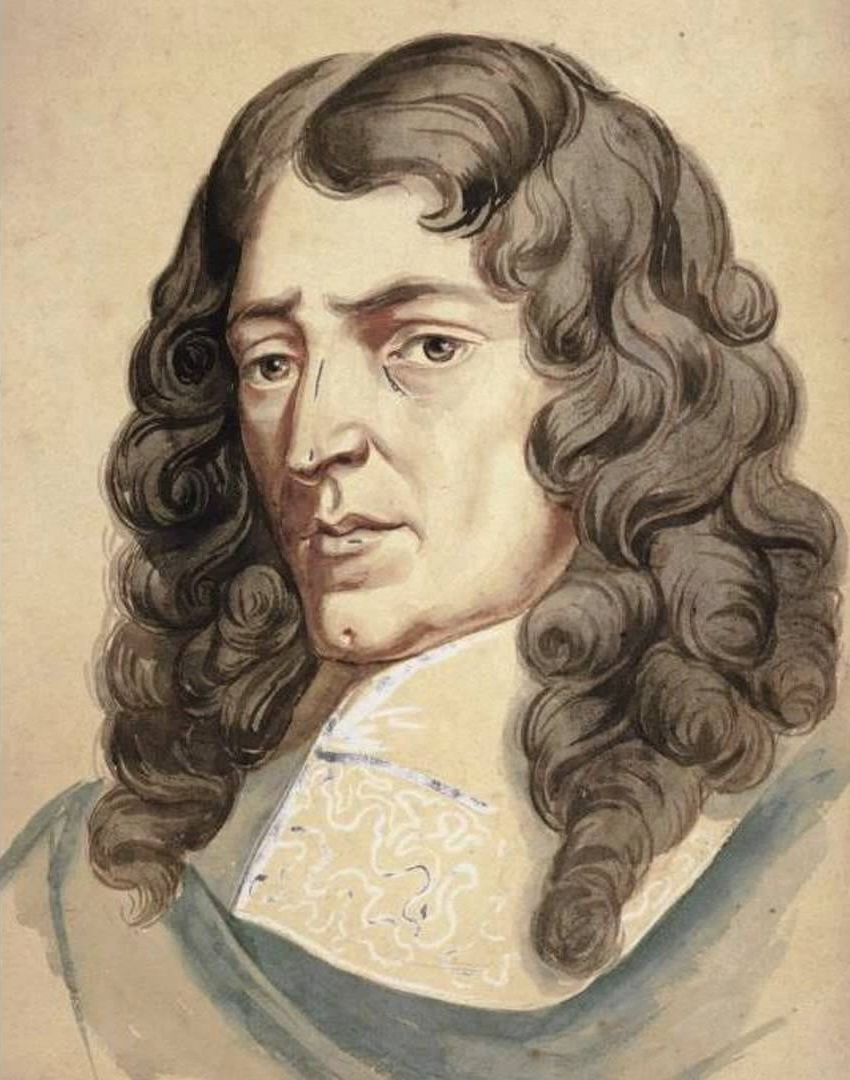
بورتريه مكتشف حديثا، قام به الفنان على أنه يمثل شاربنتييه لكن يرجع تاريخه لنحو 1750.

## من أشهر أعماله

### نزول أورفياس للجحيم
«نزول أورفياس للجحيم» هي أوبرا قصيرة للحجرة كتبت لأسرة دوقة جيز سنة 1686. تلقت فقط عرضا واحدا لكن المناسبة لكتابتهم مجهولة. الأوبرا تتناول أسطورة أورفياس (بالفعل موضوع عامي لأوبرا) ويقدم نهاية سعيدة لهذا – أورفياس يقود يوريديس خارج العالم السفلي وعودة للأرض.
في اقتصادها وتركيزها هذه الأوبرا تقارن مع الأوبرا المعاصرة لها لبورسيل “دايدو وأنييس" رغم افتقارها للإحساس الغالب للمأساة في العمل. حقا موسيقى شاربنتييه – رغم جمالها الشديد – نسبيا غير درامية: الطابع الرعوي السهل لمشهدها الافتتاحي يليه حزن عام وخاضع نوعا ما (اللحظة التي يعض فيها ثعبان يوريديس) الذي يستمر في الغالب عبر العمل. اورفياس أكثر دور كبير وفي رحلته عبر العالم السفلي، الخط الصوتي يصبح أوضح بشكل مناسب ومغري. مثلما في "دايدو وأنييس" يوجد كورس يتميز بالجمال الذي يحطم القلوب حيث ينعى مختلف نزلاء هاديس رحيل الصوت الذي سهل معاناتهم.

### الموسيقى الدينية
أكثر الجوانب المثيرة للموسيقى الكورالية لشاربنتييه هي الأناقة المصقولة للألحان والهارمونيات الثرية والمعبرة. رغم أن الجدية الدينية تميز النبرة الشاملة، هذه موسيقى ثرية مع تحديد راقي للحظات الهامة في النص، والتناقضات الملحوظة بين الحلقات المتتالية. حتى عمل واسع النطاق واحتفال مثل «إلى لاله» في مقام ري الكبير الذي كتب لكنيسة سانت بول ينقسم لأجزاء مميزة مع أمزجة مميزة بوضوح بالتالي يبدأ بالتمباني والترومبت لكن يضم لحظات من الكثافة الإيمانية الهادئة مثل السوبرانو الصولو لكمات «لذا نتوسل إليك». بالمثل في أكبر قداس له Missa Assumpta est Maria المزاج السائد جاد لكن يوجد انتقال راقي للتأكيد الذي يتم مختلف المجموعات لثماني مطربين صولو.

## وصلات خارجية
- مارك أنطوان شاربنتييه على موقع IMDb (الإنجليزية)
- مارك أنطوان شاربنتييه على موقع الموسوعة البريطانية (الإنجليزية)
- مارك أنطوان شاربنتييه على موقع ميوزك برينز (الإنجليزية)
- مارك أنطوان شاربنتييه على موقع أول ميوزيك (الإنجليزية)
- مارك أنطوان شاربنتييه على موقع ديسكوغز (الإنجليزية)

1. ↑  MusicBrainz (بالإنجليزية), MetaBrainz Foundation, QID:Q14005
2. ↑  For this representation, see François Filiatrault, "Un menuet de Charpentier sur un almanach royal," and Patricia M. Ranum, "Un portrait présumé de Marc-Antoine Charpentier," both in Catherine Cessac, ed., Marc-Antoine Charpentier, un musicien retrouvé (Sprimont: Mardaga, 2005), pp. 8–23
3. 1 2 3 4  The Rough Guide to Classical Music
4. ↑  For the discovery of this portrait, see
http://ranumspanat.com/portrait_charpentier.htm نسخة محفوظة 18 يوليو 2018 على موقع واي باك مشين.